# رن یونفی
رن یونفی (چینی ساده: 冉云飞; چینی سنتی: 冉雲飛; پین‌یین: Rǎn Yúnfēi; زاده: 1965) شخصیت چینی شناخته شده به خاطر فعالیت‌های آزادی خواهانه و دموکراسی طلبانه و وبلاگ‌نویسی است.
او در سال ۲۰۱۱ و در جریان تظاهرات دموکراسی خواهی چین ۲۰۱۱ به جرم تحریک برای براندازی رژیم خلق چین بازداشت شد ولی چند ماه بعد به خاطر فشارهای بین‌المللی آزاد و به حبس خانگی رفت و تاکنون(سال ۲۰۱۴) در حبس خانگی به سر می برد.